# Palacio de Beiteddine
El Palacio de Beiteddine (en árabe: قصر بيت الدين; en francés: Palais de Beiteddine) es un palacio del siglo XIX localizado en Beiteddine, Líbano. El alberga el Festival anual de Beiteddine, y el Museo del Palacio de Beiteddine.
El palacio fue construido por el emir Bashir Shihab II en el período comprendido entre 1788 y 1818. Fue residencia del emir hasta 1840. Posteriormente el edificio fue utilizado por las autoridades otomanas como la residencia del gobierno. Más tarde, bajo el mandato francés que siguió a la Primera Guerra Mundial, fue utilizado para fines administrativos locales.